# Mairie de Bupyeong-gu (métro d'Incheon et de Séoul)
Mairie de Bupyeong-gu (hangeul : 부평구청 ; hanja : 富平區廳) et officiellement en anglais : Bupyeong-gu Office) est une station de correspondance entre la ligne 1 du métro d'Incheon et la ligne 7 du métro de Séoul. Elle est située au croisement des voies Bupyeong-daero et Guiju-ro, quartier Cheongcheon-dong, dans l'arrondissement de Bupyeong-gu de la ville d'Incheon, à l'ouest de Séoul, en Corée du Sud.
Ouverte en 1999 et devenue station de correspondance en 2012, elle est desservie par les rames omnibus qui circulent sur la ligne 1 du métro d'Incheon et sur la ligne 7 du métro de Séoul. Depuis 2010 la billetterie du métro d'Incheon est fondue dans celle du métro de Séoul.

## Situation sur le réseau

Plan du réseau du métro de Séoul (2023)

La station Mairie de Bupyeong-gu est une station de correspondance entre la ligne 1 du métro d'Incheon et la ligne 7 du métro de Séoul : 
sur la ligne 1 du métro d'Incheon, c'est une station souterraine, elle est située entre la station Galsan, en direction de Gyeyang le terminus nord de la ligne, et la station Marché de Bupyeong, en direction du terminus sud Songdo Moonlight Festival Park, ;
sur la ligne 7 du métro de Séoul, c'est également une station souterraine, elle est située entre la station Gulpocheon, en direction du terminus nord Jangam, et la station Sangok, en direction du terminus ouest Seongnam,.

## Histoire
La station Mairie de Bupyeong-gu est mise en service le 6 octobre 1999 lors de l'ouverture à l'exploitation de la section de Dongmak à Bakchon de la ligne 1 du métro d'Incheon,.
Elle devient une station de correspondance le 27 octobre 2012, lors de la mise en service de la station de la ligne 7 dont elle devient le nouveau terminus ouest lors l'ouverture à l'exploitation du prolongement ouest depuis Onsu. Le 22 mai 2021 la ligne 7 est prolongée jusqu'au nouveau terminus ouest Seongnam,.

## Services aux voyageurs

### Accès et accueil
La station est située au croisement des voies Bupyeong-daero et Guiju-ro, elle dispose de deux stations en sous-sol et neuf bouches, numérotées de 1 à 9, en lien avec la surface. Comme toutes les stations de ces lignes, elle est équipée d'automates pour l'achat de titres de transport valables sur l'ensemble du réseau du métro de Séoul qui inclut le métro d'Incheon.

### Desserte

#### Station de la ligne 1 (Incheon)
Mairie de Bupyeong-gu est desservie par les rames omnibus qui circulent sur la Ligne 1 du métro d'Incheon. Elle dispose de deux voies encadrées par deux quais équipés de portes palières.

Installations
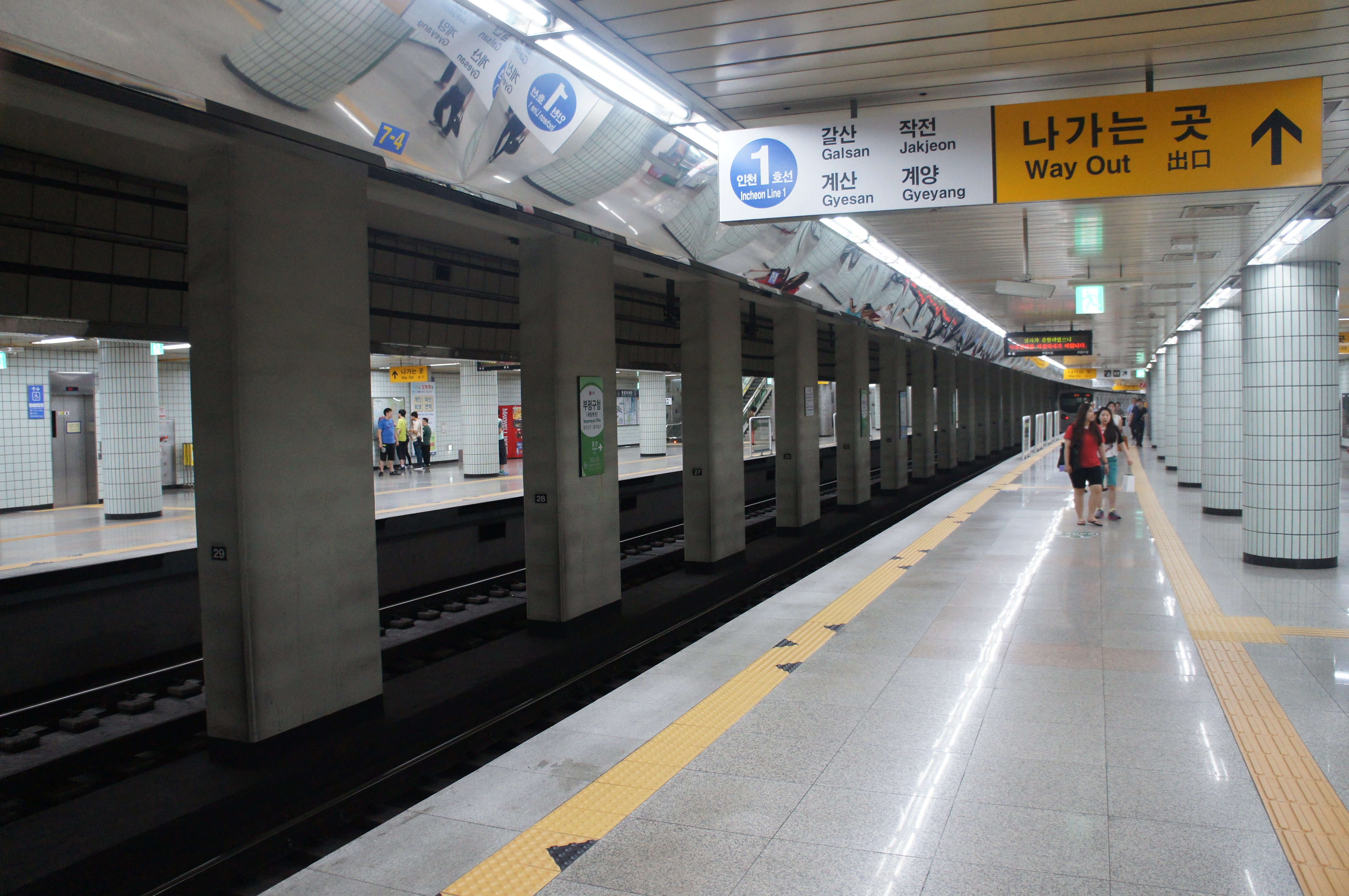
En 2013.
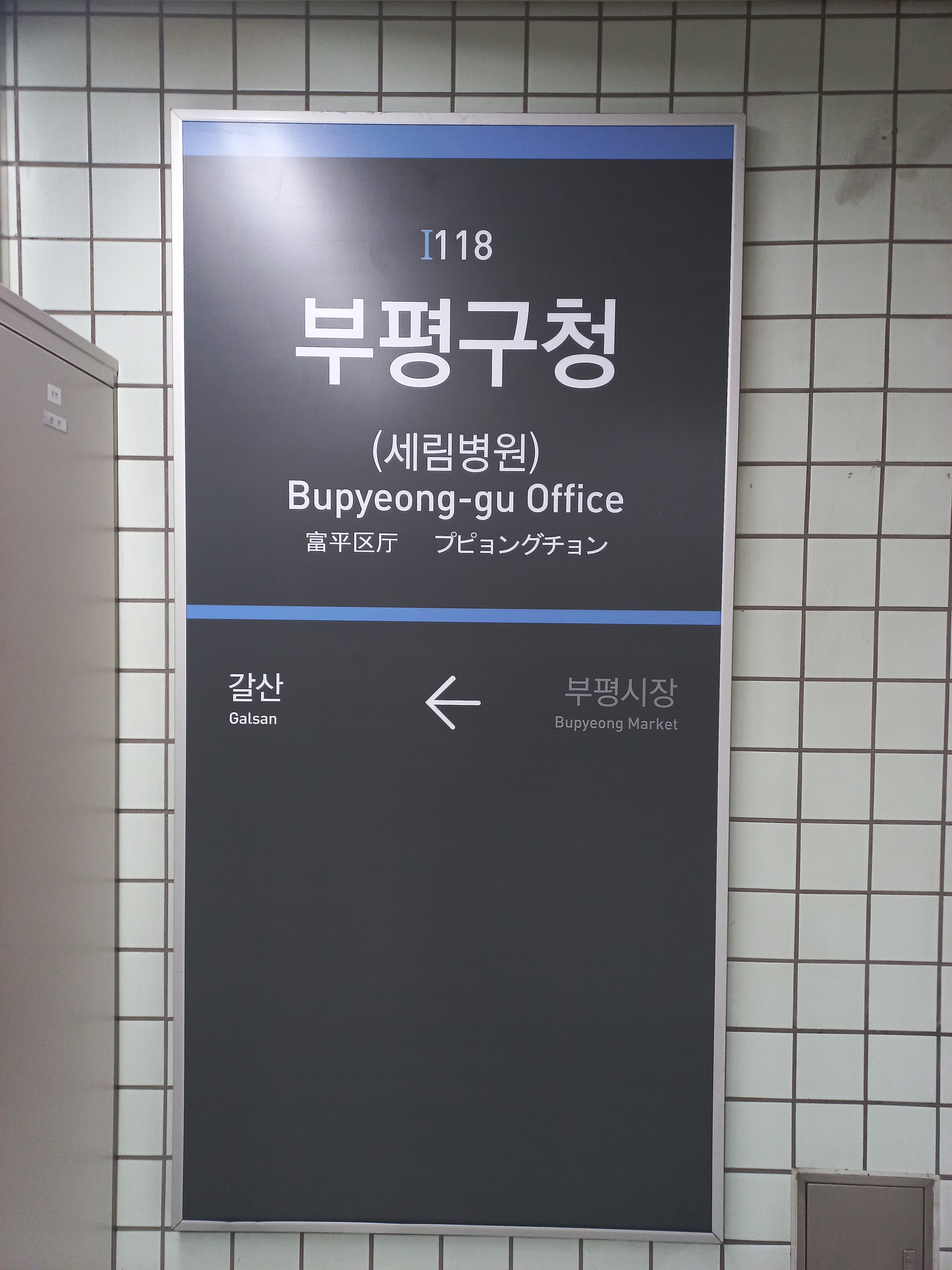
En 2023.
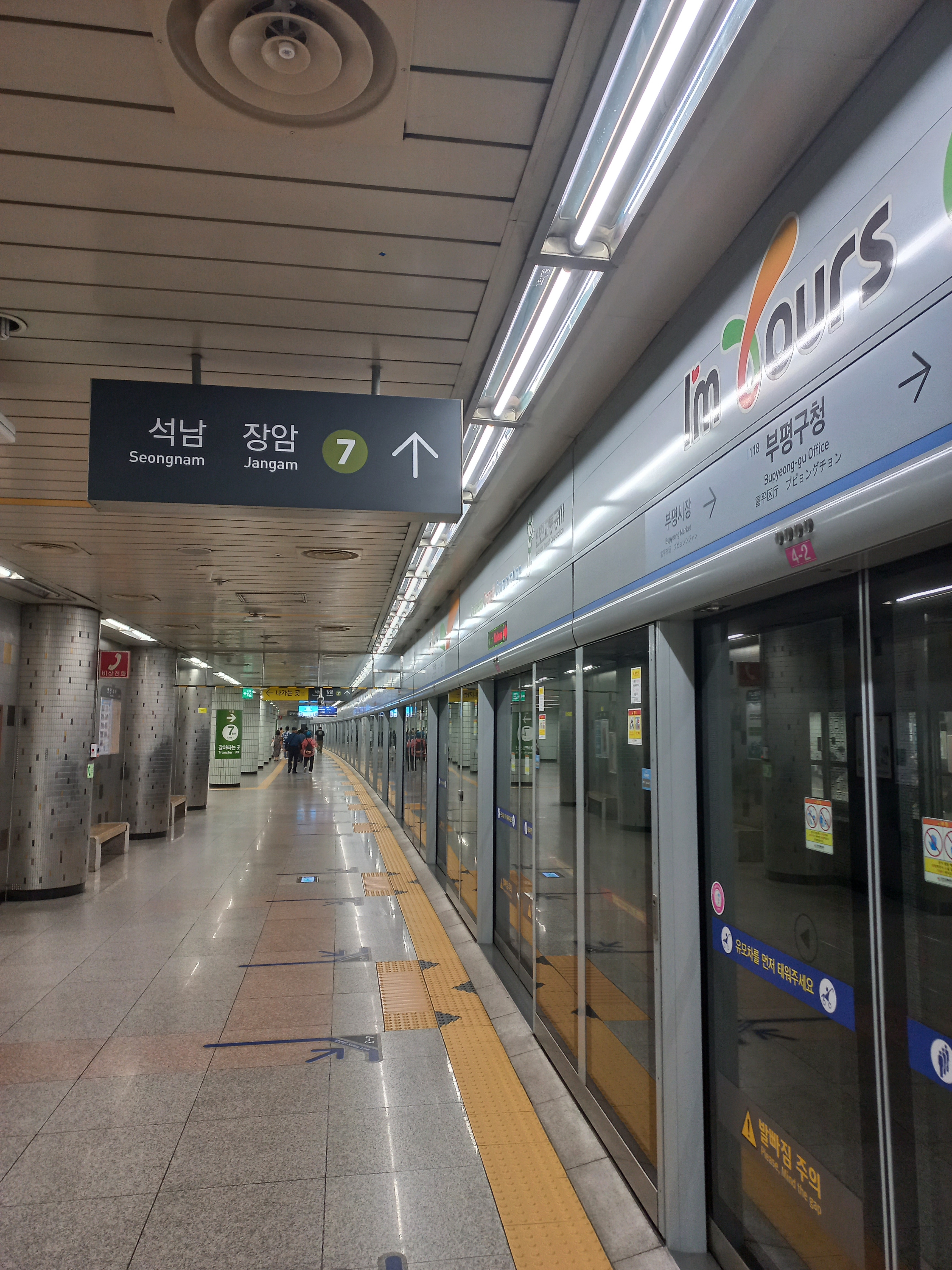
En 2023.

#### Station de la ligne 7 (Séoul)
Mairie de Bupyeong-gu est desservie par les rames omnibus qui circulent sur la Ligne 7 du métro de Séoul. Elle dispose de deux voies encadrées par deux quais équipés de portes palières.

Installations
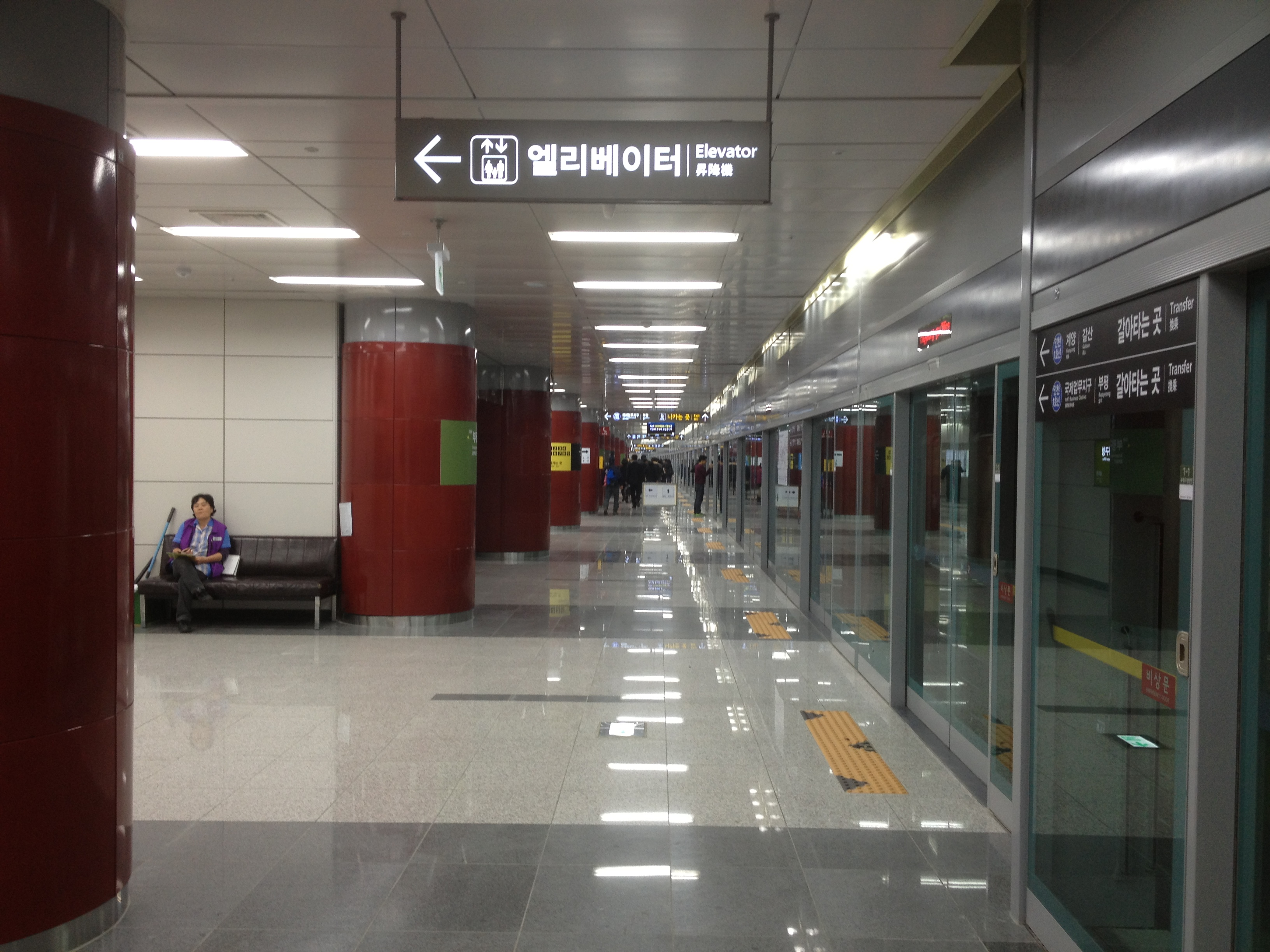
En 2013.
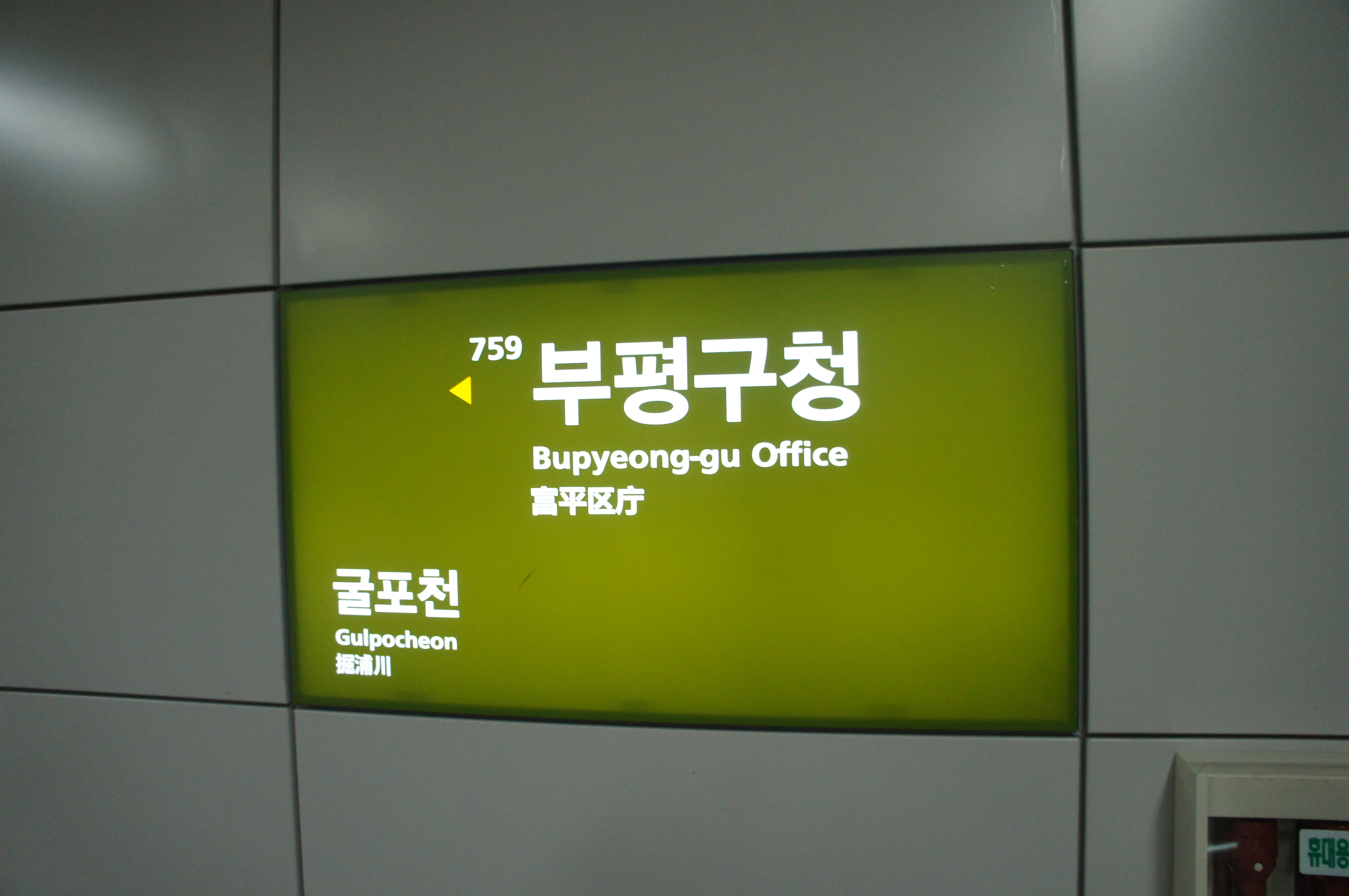
En 2013.
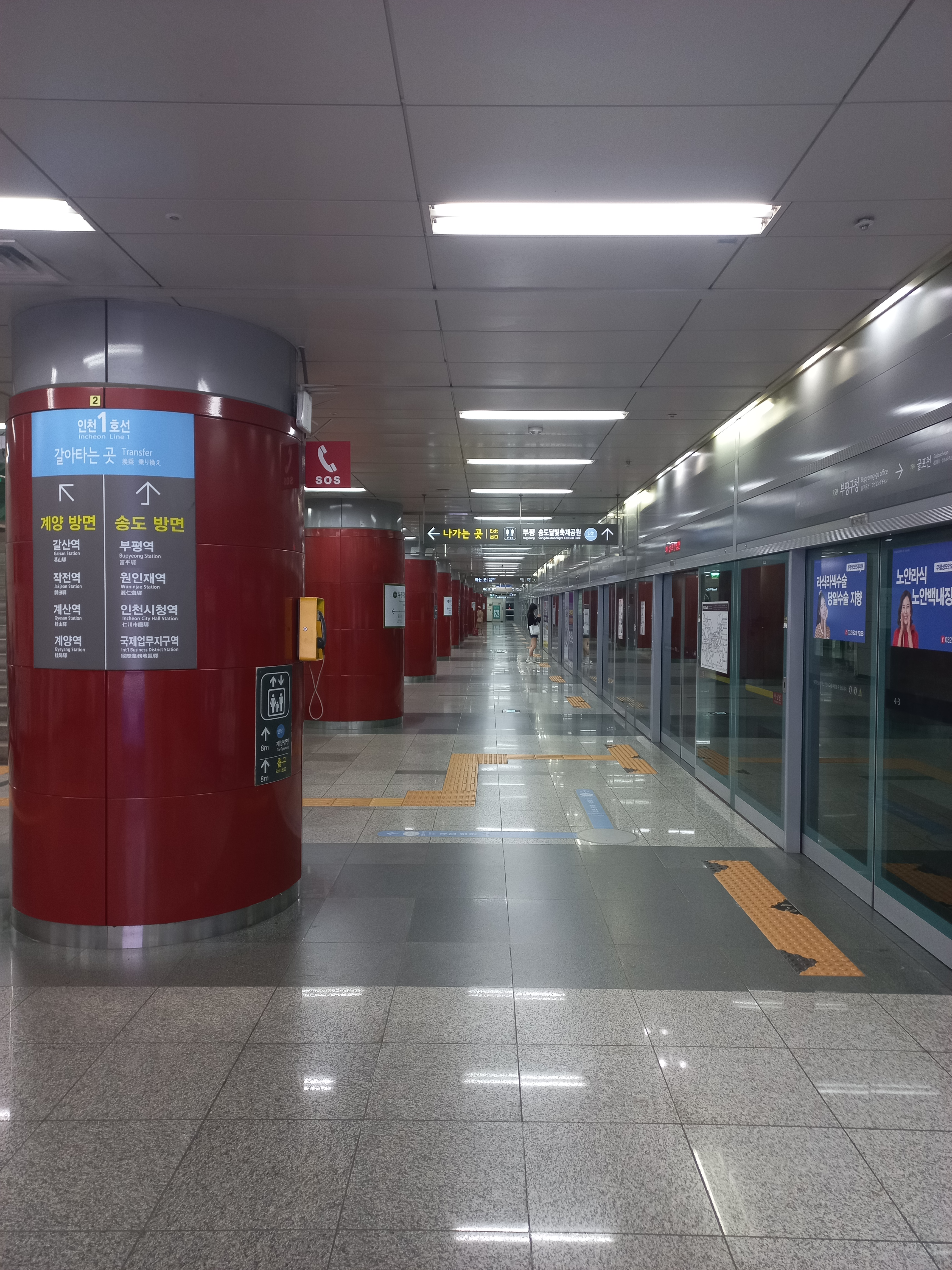
En 2023.

### Intermodalité
Des arrêts de bus sont établis à proximité des bouches de la station.

## À proximité
Elle dessert notamment l'hôpital Bupyeong Serim.